# Newfoundlandmård
Newfoundland mård (Martes americana atrata) är ett rovdjur i släktet mårdar som förekommer på ön Newfoundland; det är en underart av Martes americana.